# NGC 5502
NGC 5502 في الفهرس العام الجديد، هي مجرة، تقع في كوكبة الدب الأكبر. اكتشفت في 9 مايو 1885 بواسطة إدوارد د. سويفت.

## روابط خارجية
- NGC 5502 على موقع ويكي سكاي: DSS2, SDSS, GALEX, IRAS, Hydrogen α, X-Ray, Astrophoto, Sky Map, Articles and images